# Thủy điện Suối Sập
Thủy điện Suối Sập là các công trình thủy điện xây dựng trên dòng suối Sập (xem Chỉ dẫn) và phụ lưu, tại hai huyện Phù Yên và Bắc Yên, tỉnh Sơn La, Việt Nam .
Đến năm 2013 có 3 bậc thủy điện với tổng công suất lắp máy 48,5 MW.

## Các thủy điện
- Thủy điện Suối Sập 1 công suất lắp máy 20 MW, tại xã Tà Xùa huyện Bắc Yên khởi công năm 2011, hoàn thành năm 2013 [3][4].
- Thủy điện Suối Sập 2 công suất lắp máy 14,5 MW tại xã Suối Tọ huyện Phù Yên hoàn thành năm 2007. Là công trình đầu tiên nên thường được gọi là "thủy điện Suối Sập" [3][4].21°16′01″B 104°32′26″Đ / 21,266839°B 104,540654°Đ
- Thủy điện Suối Sập 3 công suất lắp máy 14 MW, tuyến đập tại Bản Mòn xã Phiêng Ban huyện Bắc Yên, nhà máy tại xã Suối Bau, huyện Phù Yên, khởi công năm 2008, hoàn thành năm 2011 [3][5].

Trên phụ lưu suối Háng Đồng cũng có các thủy điện nhỏ.

## Suối Sập Phù Yên
Suối Sập (Phù Yên) là phụ lưu cấp 1 của sông Đà, bắt nguồn từ hợp lưu các suối vùng núi ở phần bắc hai xã Tà Xùa huyện Bắc Yên và Suối Tọ huyện Phù Yên, chảy uốn lượn về hướng nam. Nó làm ranh giới tự nhiên cho hai huyện này.
Đoạn thượng nguồn có nhiều tên khác nhau. Tại đông nam xã Tà Xùa thì hợp lưu với suối Háng Đồng từ phía tây chảy đến.
Suối Sập chảy đến hai xã Song Pe và Đá Đỏ thì đổ vào sông Đà phía bờ trái tại bản Cửa Sập.

## Sự cố
Ngày 17/12/2011 tại công trình Suối Sập 1 khi 11 công nhân đang thi công tại khu vực lắp ráp tua bin của nhà máy thì van xả đáy không đóng được, nước từ hồ chứa đã ập nhanh vào đường hầm dẫn nước khiến van xả nước hồ bị vỡ. Chỉ có 3 công nhân kịp chạy thoát, 8 công nhân đã bị nước cuốn vào đường hầm và chết ngạt trong đó .

## Chỉ dẫn
Cần phân biệt Suối Sập (Phù Yên) bên bờ trái sông Đà với Suối Sập (Yên Châu) bên bờ phải. Hai suối Sập này ở cách nhau không xa, cỡ 10 km.